# Șincai (Mureș)
Șincai [ˈʃinkai] (veraltet Șamșudul de Câmpie; ungarisch Mezősámsond) ist eine Gemeinde im Kreis Mureș in der Region Siebenbürgen in Rumänien.
Der Ort ist auch unter der rumänischen Bezeichnung Șamșond und der ungarischen Sámsond bekannt.

## Geographische Lage

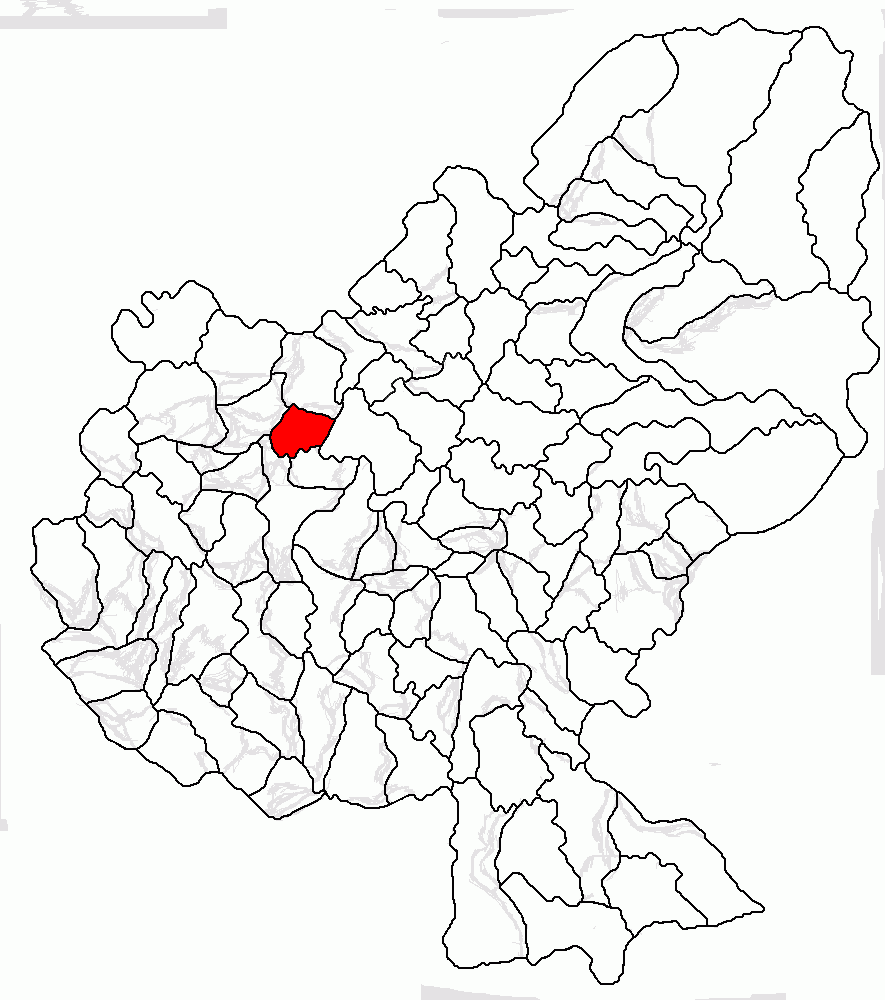
Lage der Gemeinde Șincai im Kreis Mureș

Die Gemeinde Șincai liegt im Siebenbürgischen Becken im Westteil des Kreises Mureș. Am gleichnamigen Bach, ein Zufluss des Lechința, und der Kreisstraße (Drum județean) DJ 154G befindet sich der Ort Șincai etwa 27 Kilometer nordwestlich von der Kreishauptstadt Târgu Mureș (Neumarkt am Mieresch) entfernt.

## Geschichte

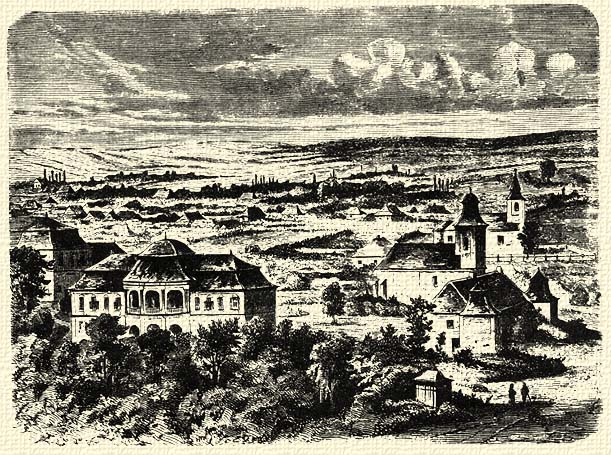
Șincai um 1868

Der Ort Șincai, von Szekler gegründet, wurde 1332 erstmals urkundlich erwähnt. Im 17. Jahrhundert siedelte die ungarische Adelsfamilie mehrere rumänische leibeigene Familien hier an. Auf eine Besiedlung des Ortes in der Bronzezeit deuten Reste bei, von den Einheimischen genannt, Patul dulce (ungarisch Érdes ágy) und bis in die Jungsteinzeit zurück, deuten Reste auf dem Berg genannt Cetatea Păgânilor (ungarisch Pogányvárdomb). Mehrere archäologischer Funde wurden unterschiedlichen Zeitalter zugeordnet.
Im Königreich Ungarn gehörte die Gemeinde dem Stuhlbezirk Maros felső (Ober-Maros) im Komitat Maros-Torda und anschließend dem historischen Kreis Mureș und ab 1950 dem heutigen Kreis Mureș an.

## Bevölkerung
Die Bevölkerung der Gemeinde Șincai entwickelte sich wie folgt:
| 1850 | 1.630 | 947   | 579   | - | 104          |
| 1920 | 2.394 | 1.445 | 938   | 1 | 10           |
| 1956 | 3.011 | 1.892 | 1.119 | - | -            |
| 2002 | 1.634 | 931   | 663   | - | 40           |
| 2011 | 1.622 | 887   | 538   | - | 197          |
| 2021 | 1.499 | 883   | 532   | - | 84 (39 Roma) |

Seit 1880 wurde auf dem Gebiet der heutigen Gemeinde die höchste Einwohnerzahl und gleichzeitig die der Rumänen und der Magyaren 1956 registriert. Die höchste Anzahl der Roma wurde (165) 2011 und die der Rumäniendeutschen (10) 1910 ermittelt.

## Sehenswürdigkeiten
- Außer der reformierten Kirche 1845 errichtet[7] und einer neuen Holzkirche[8] im Gemeindezentrum, sind keine Sehenswürdigkeiten zu erwähnen.
- Das ehemalige Rhédey–Bethlen Schloss,[9][10] 1779 errichtet,[4] wird in der Webdarstellung der Gemeinde nicht erwähnt.

## Persönlichkeiten
- Zoltán Hargitai (1912–1945), war Botaniker und Lehrer[11]